# Andrew George
Andrew Neil George (ur. 9 października 1952), brytyjski polityk i dyplomata, gubernator Anguilli od 10 lipca 2006 do 11 marca 2009. 
Przed objęciem funkcji gubernatora, miał za sobą długa karierę w Foreign Office. Pracował w Australii, Paragwaju, Tajlandii (gdzie poznał żonę) oraz w Indonezji.
George wychował się w Szkocji. Jest absolwentem historii, która jest ponadto jego pasją. Ma dwoje dzieci.